# Lucije Emilije Paul Makedonac
Lucije Emilije Paul Makedonac (Lucius Aemilius Paulus Macedonicus, 229. pr. Kr. - 160. pr. Kr.) bio je rimski političar i vojskovođa, najpoznatiji po velikoj pobjedi nad makedonskom vojskom u bitci kod Pidne, a poslije čega je stekao nadimak Makedonac (Macedonicus).